# Evangelische Pfarrkirche Hallstatt

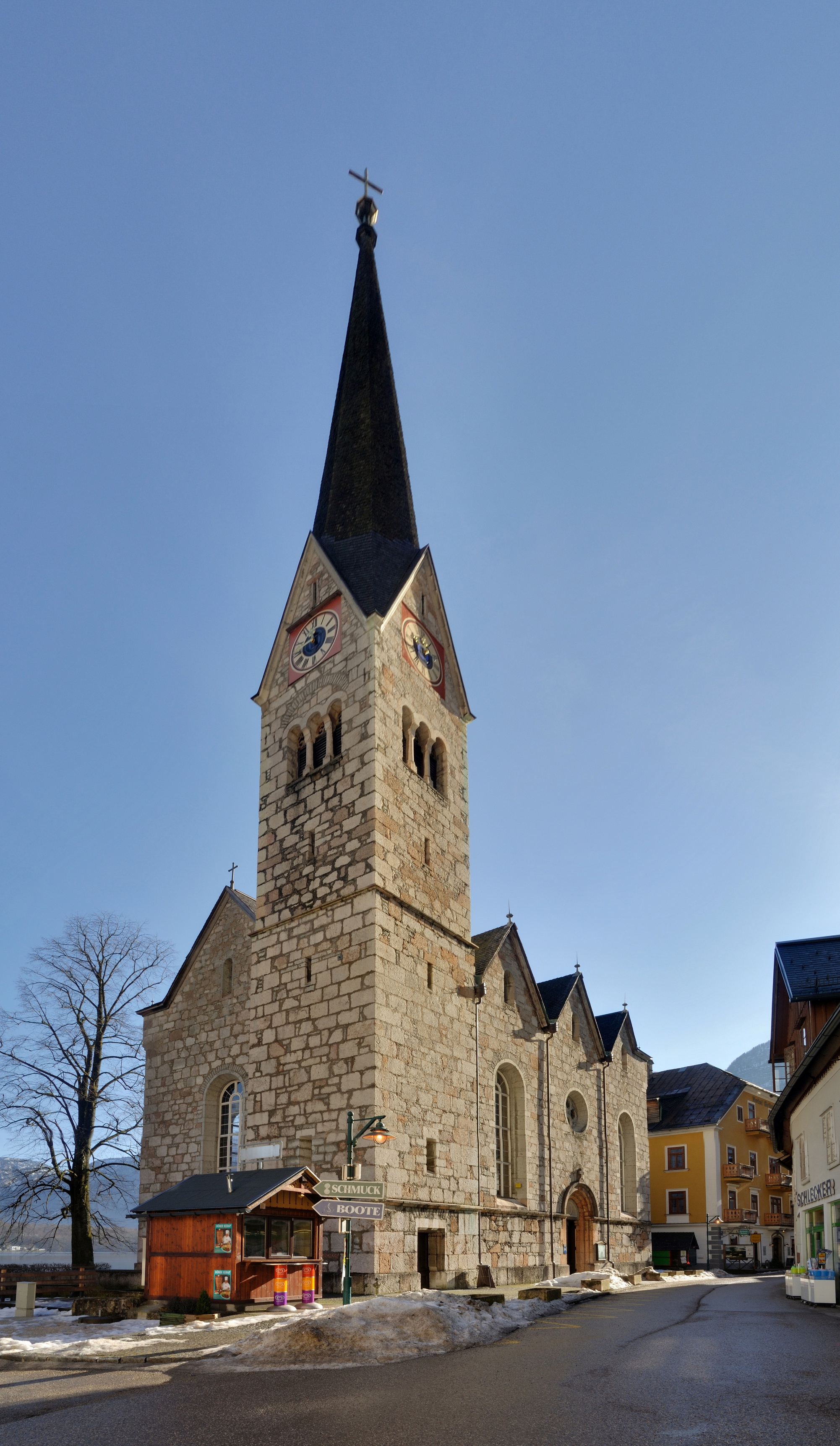
Evangelische Pfarrkirche A.B. Hallstatt von Südwesten

Die Evangelische Pfarrkirche Hallstatt befindet sich in der Gemeinde Hallstatt im Bezirk Gmunden. Der heutige Sakralbau stammt aus den Jahren 1859 bis 1863 und ersetzte das Bethaus von 1785. Die Kirche ist eine Pfarrkirche der Evangelischen Kirche A.B. in Österreich und gehört zur Evangelischen Superintendentur Oberösterreich. Die Kirche wird auch als Christuskirche bezeichnet. Die evangelische Pfarrkirche A.B. von Hallstatt steht unter Denkmalschutz (Listeneintrag).

## Die evangelische Pfarrkirche

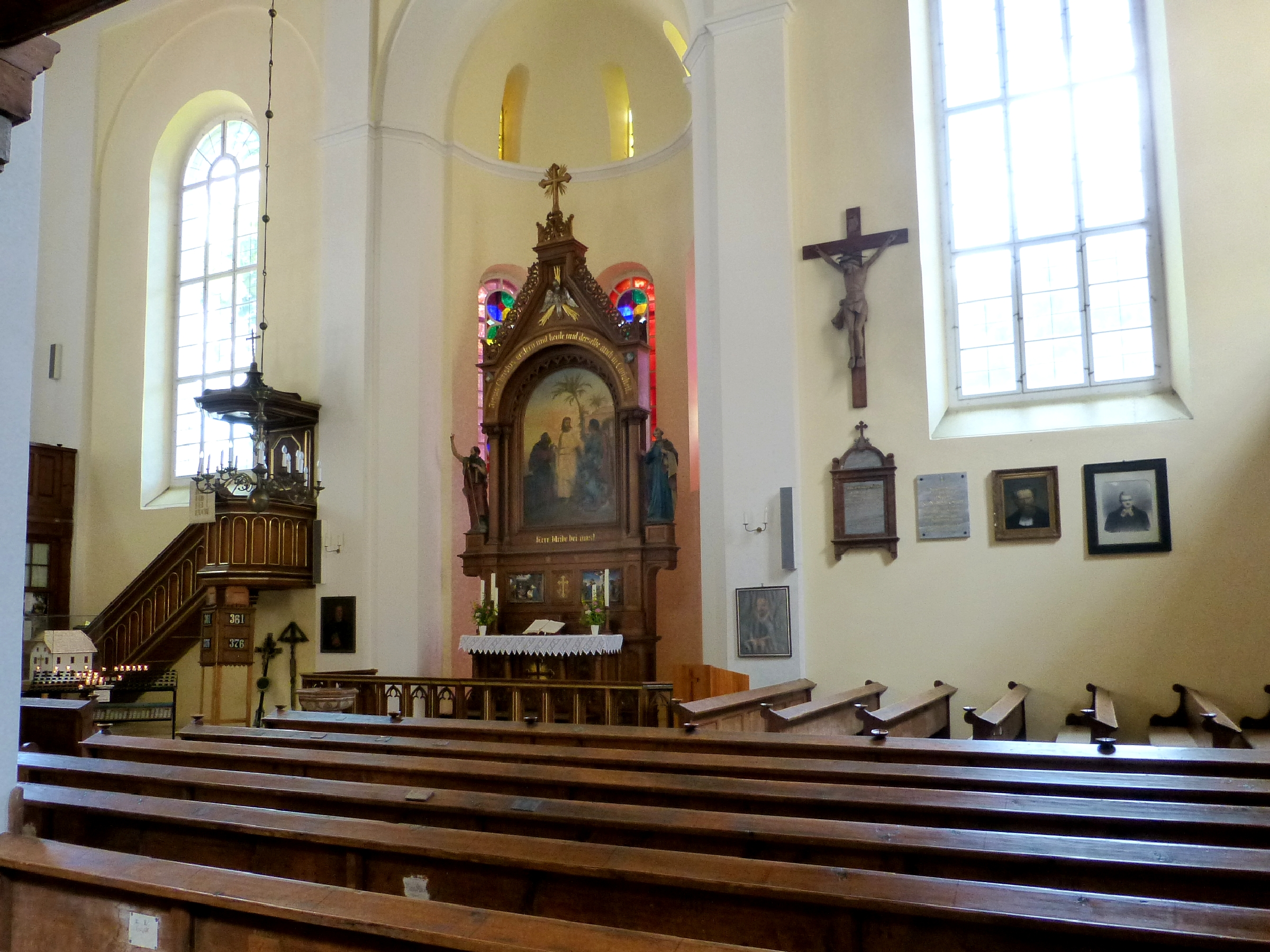
Nördliche Längswand der Kanzel und der Apsis mit Altar

Am 30. Oktober 1785 konnte in Hallstatt ein Bethaus eingeweiht werden. Es stand an der heutigen Mühlbachmündung, war mit rechteckigen Fenstern und ohne Glockenturm ausgeführt. Platz war für 355 Personen. 1859 wurden zwei alte Salzfertigerhäuser angekauft, abgetragen und auf der Liegenschaft mit einer Bauzeit bis 1863 die neue evangelische Kirche errichtet.

### Architektur

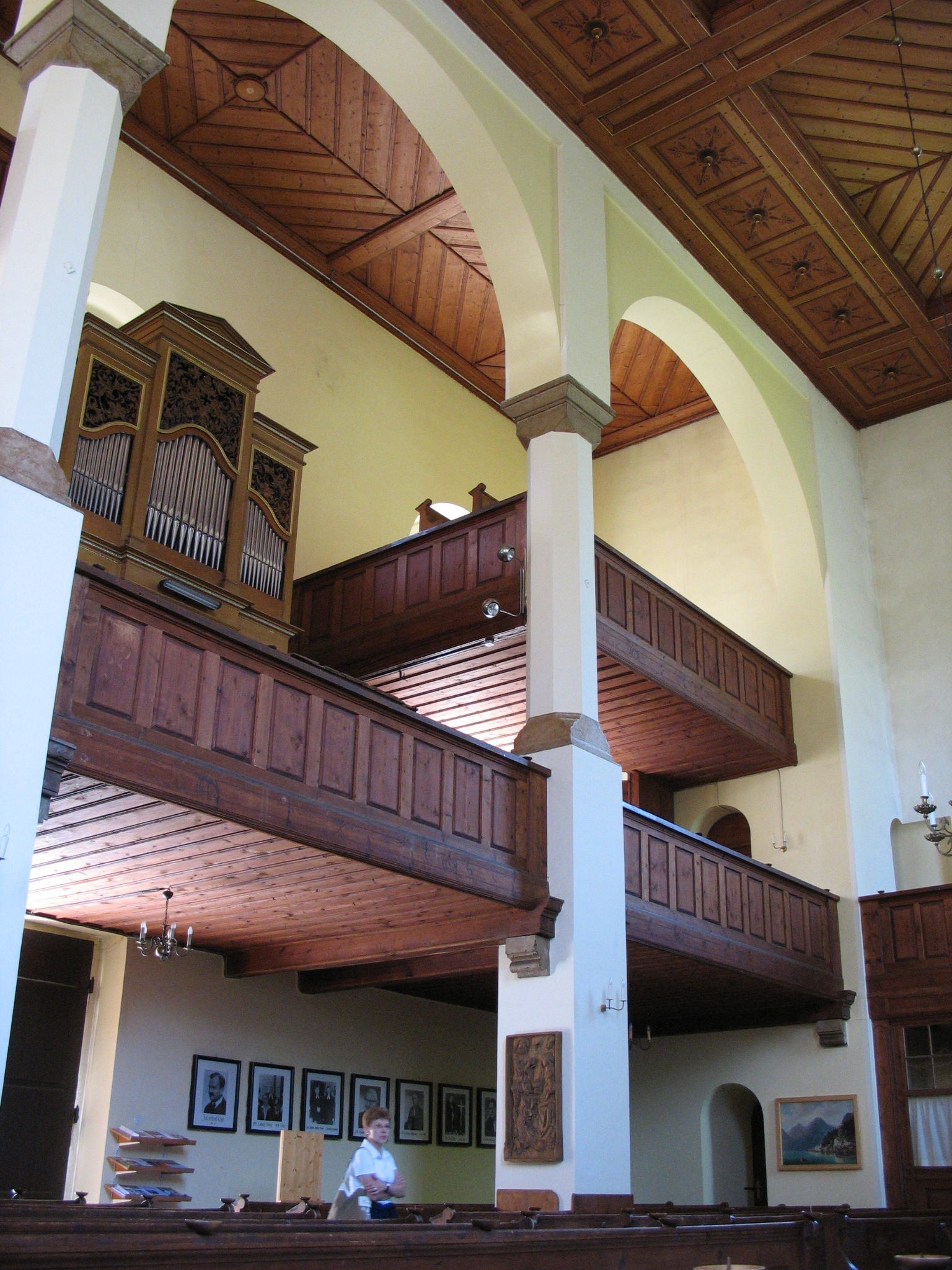
Südliches Schiff mit Orgelempore, links Haupteingang, rechts Tür zum Turm

Den Bauplan der Kirche entwarf Ludwig Lange aus München. Gemäß Stiftungsurkunde vom 15. Oktober 1863 betrugen die Baukosten 37.000 Gulden. Die Mittel stellten etliche Wohltäter und der Gustav-Adolf-Verein zur Verfügung. Die Christuskirche Hallstatt verfügt über 550 Sitzplätze. 
Auf den ersten Blick schließt die Kirche mit ihren Neuromanischen Formen an das Mittelalter an, aber der Innenraum betont eine protestantische Neuerung. Die Kirche ist eine Querkirche, der Haupteingang befindet sich in der Mitte der mit drei Zwerchhäusern geschmückten südlichen Längsseite, der Altar in einer kleinen Apsis in der Mitte der Nordseite. Eine rundbogige Arkade teilt den flachgedeckten Kirchenraum in ein etwas schmaleres südliches Schiff, das mit der Empore gefüllt ist, und ein etwas breiteres nördliches Schiff.

### Ausstattung
Der Altar ist aus Eichenholz. Das farbige Altarbild stammt von einem akademischen Maler. Die bereits 1810 von der katholischen Kirche Ebensee angekaufte Schleifladenorgel, die bereits im Bethaus ihren Dienst versah, wurde auch in der Kirche wieder aufgestellt. Die nunmehrige Orgel aus 1865 fertigte Franz Sales Ehrlich. Die vier Glocken wurden erst mit einem Jahr Verspätung geliefert (1864). Das alte Toleranzbethaus wurde 1864 verkauft und zu Gunsten einer neuen Schiffsanlegestelle der Hallstätter-See-Schifffahrt abgetragen.
Im Ersten Weltkrieg musste die Christuskirche alle vier Glocken abliefern sowie 35 Orgelpfeifen abgeben und durch Zinkpfeifen ersetzen. Die 1934 angeschafften neuen Glocken wurden 1943 neuerlich eingeschmolzen. 1957 bis 1961 erfolgte die Erneuerung des Kirchendachs, für 1962 ist eine Innenrenovierung belegt. Ab 1977 läuteten wieder drei neue Glocken (Glaube, Hoffnung, Liebe). Nach einem Murenabgang im Jahr 2013 waren Wasserschäden zu beseitigen.

Bildergalerie
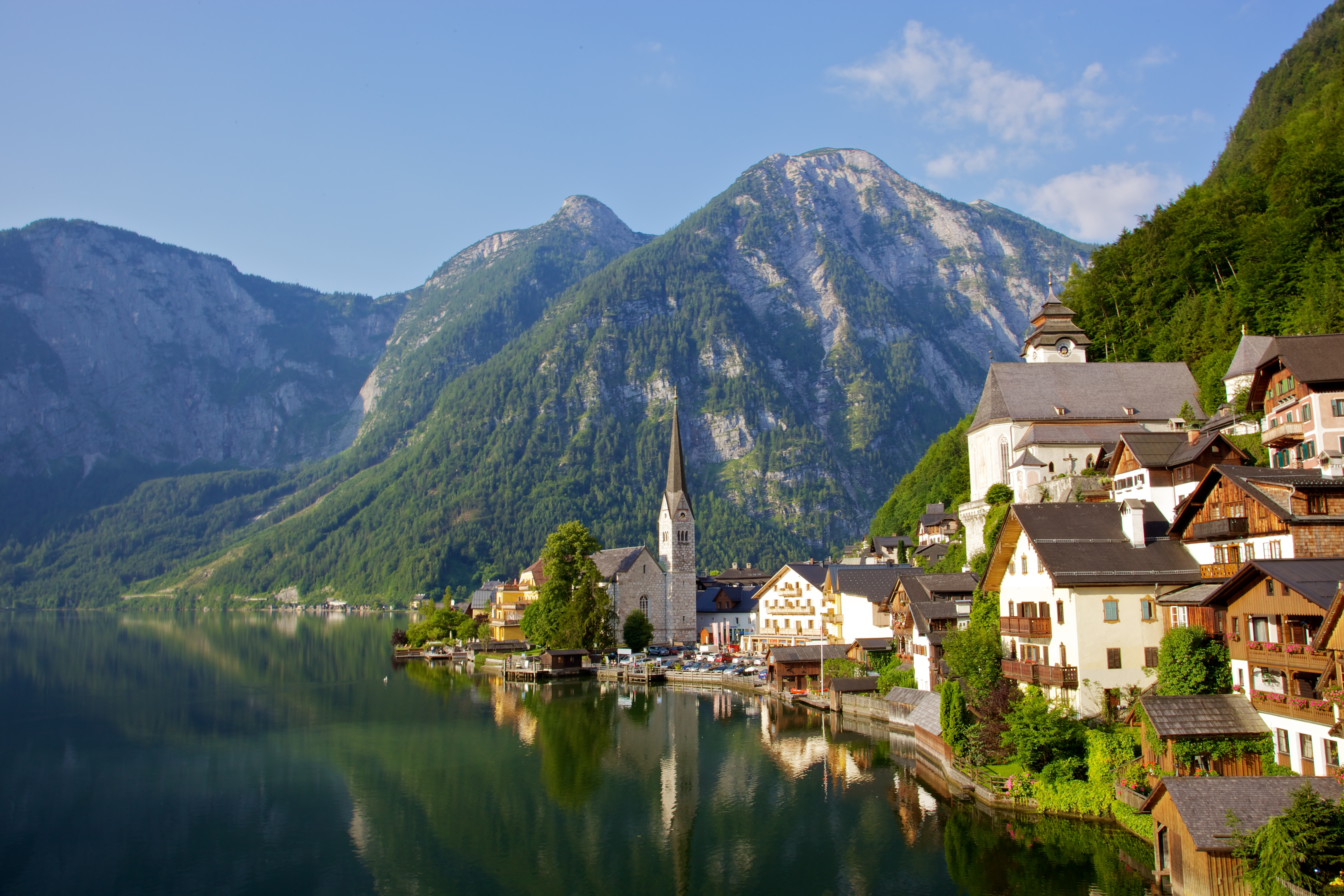
Ansicht über den See
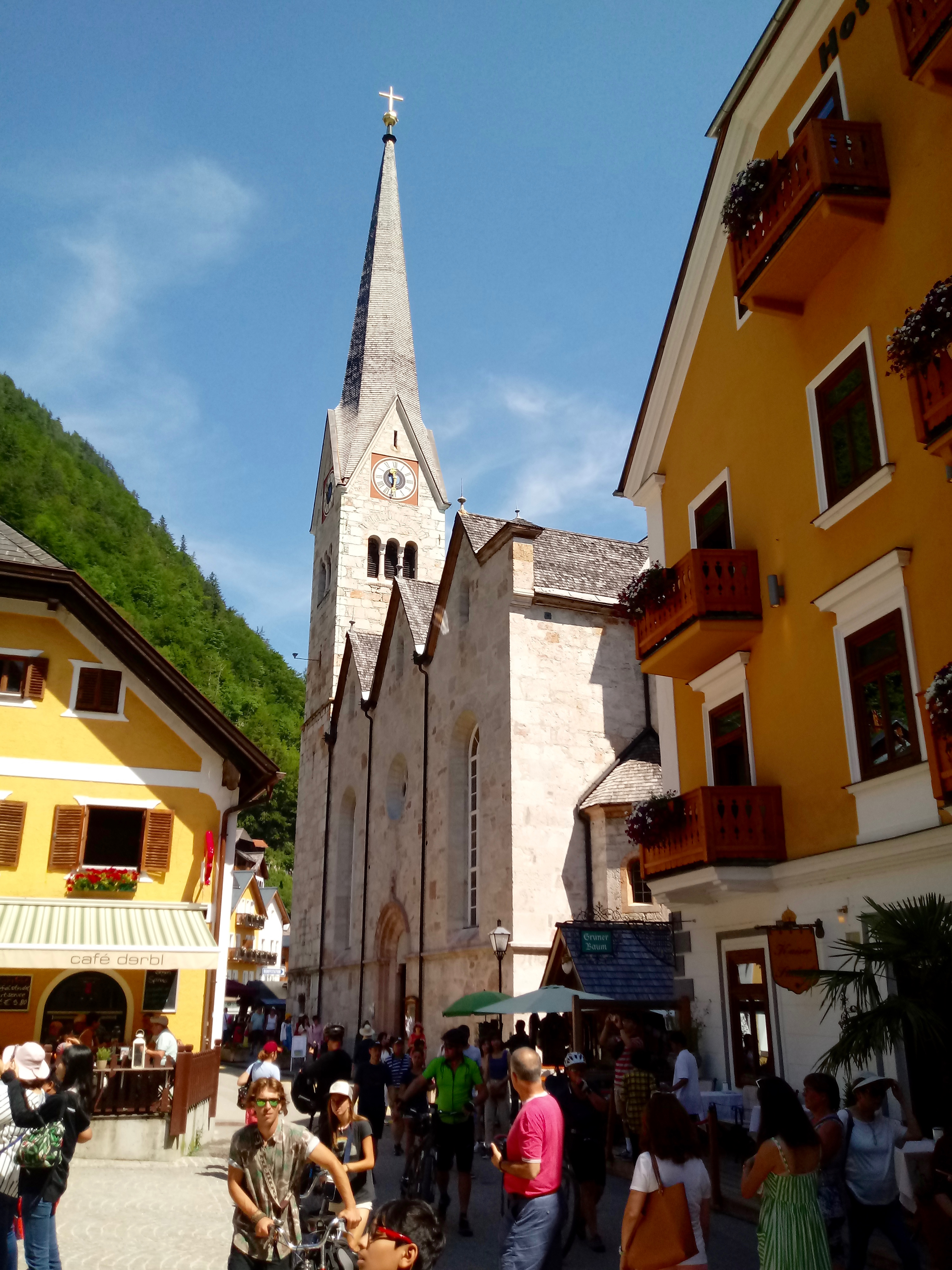
Ansicht vom Marktplatz
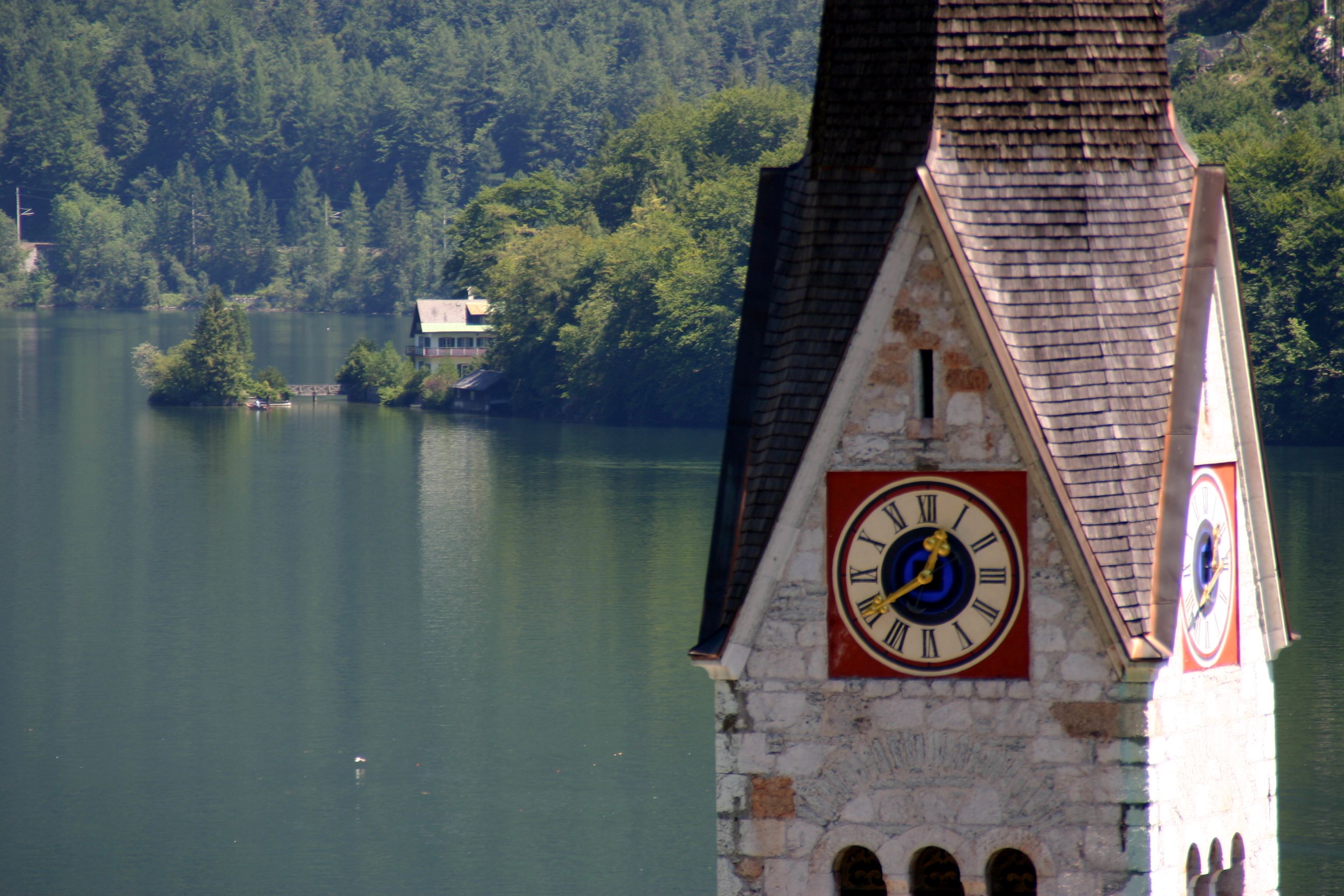
Turmuhr

## Geschichte der evangelischen Pfarrgemeinde

### 16. bis 18. Jahrhundert
Um 1560 sind in Hallstatt zwei ständige evangelische Prediger nachgewiesen. Am 29. Juli 1601 erfolgte durch den Salzamtmann Veit Spindler von Hofenegg, er war der höchste vom Kaiser eingesetzte Beamte im Salzkammergut, die Verkündung von gegenreformatorischen Dekreten in Hallstatt. Darauf wurde dieser und sein Gefolge von der wütenden Menge gefangen genommen und unter erniedrigenden Umständen nach Bad Ischl eskortiert. Im Zuge des Salzkammergutaufstandes kam es bis zum Frühjahr 1602 in den Orten des Inneren Salzkammergutes zu Revolten gegen die Obrigkeit. Ab Februar 1602 griffen Truppen des Fürsterzbischofs und Landesherrn von Salzburg Wolf Dietrich von Raitenau ein. Wolf Dietrich war von den Habsburgern um Unterstützung gebeten worden. Nachdem 1.200 erzbischöfliche Soldaten entlang des Wolfgangsees in den Raum Ischl und 200 Mann über Gosau einrückten, brach der Aufstand der schlecht bewaffneten Salzkammergutbewohner zusammen.
Für die nächsten etwa 180 Jahre konnte der evangelische Glaube nur mehr in Form des Geheimprotestantismus gelebt werden. Zwischen 1734 und 1737 wurden evangelische Bürger des Salzkammerguts als so genannte Landler zur Transmigration nach Siebenbürgen gezwungen. Aus Hallstatt sind 122 Evangelische dokumentiert, welche abtransportiert wurden.

### Seit dem Toleranzpatent von 1781

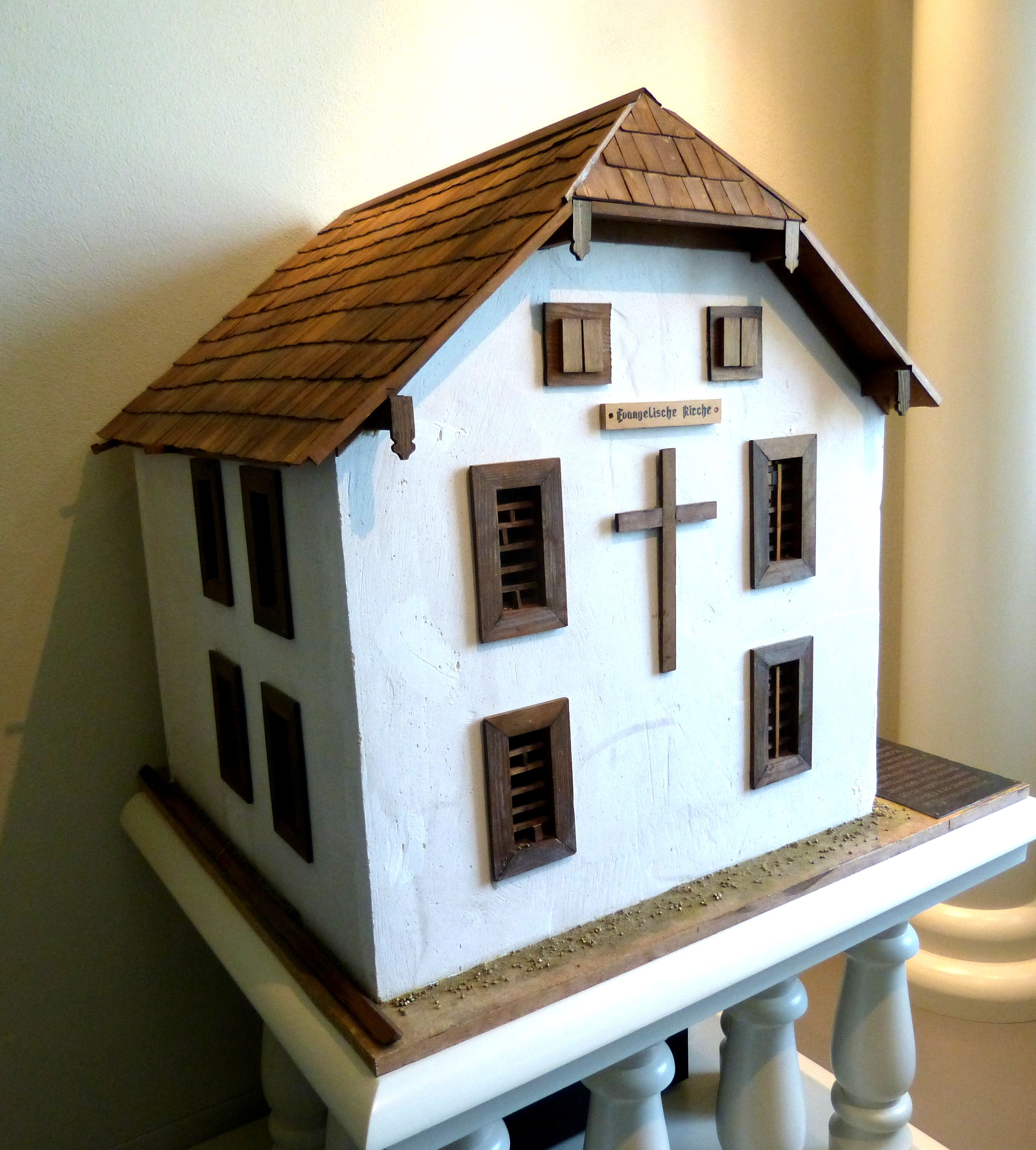
Modell des ersten Bethauses in Hallstatt

Die politische Lage änderte sich erst durch das Toleranzpatent von Kaiser Joseph II., die darin definierten Voraussetzungen für ein Bethaus waren zumindest 100 evangelische Familien oder 500 Einzelpersonen.
Im Inneren Salzkammergut war 1782 die Toleranzgemeinde Bad Goisern die erste „Toleranzgemeinde“, gefolgt von der Toleranzgemeinde Gosau 1784. In Hallstatt meldeten sich zwar auch 583 Evangelische, auf Grund fehlender finanzieller Mittel konnte vorerst aber keine eigene Pfarrgemeinde gegründet werden. Das am 30. Oktober 1785 eingeweihte Bethaus war eine Filiale vom Pastorat Goisern. Einmal pro Monat kam der Bad Goiserer Pfarrer zum hl. Abendmahl, sonst mussten Lesegottesdienste gehalten werden.
Im Jahr 1831 besuchte Fürstin Therese Mathilde Amalie von Thurn und Taxis (geborene Herzogin von Mecklenburg-Strelitz) Hallstatt. Die Fürstin stiftete die Summe von 5.000 Gulden und ermöglichte dadurch die Anstellung eines Pfarrers und die Selbständigkeit der Gemeinde Hallstatt. Die staatliche Genehmigung zur Pfarrerhebung erfolgte 1836. Als erster Hallstätter Pfarrer wurde 1837 Konrad Ludwig von Sattler berufen. Der Bau eines Pfarrhauses geschah 1840. Der Neubau der evangelischen Christuskirche erfolgte ab 1859. Neben den Stifterfamilien Thurn und Taxis und Mecklenburg-Schwerin trugen auch die Königin von Preußen Elisabeth Ludovika, Friedrich Hebbel, Reichskanzler Otto von Bismarck und Adalbert Stifter maßgeblich zur Finanzierung des Bauprojektes bei.

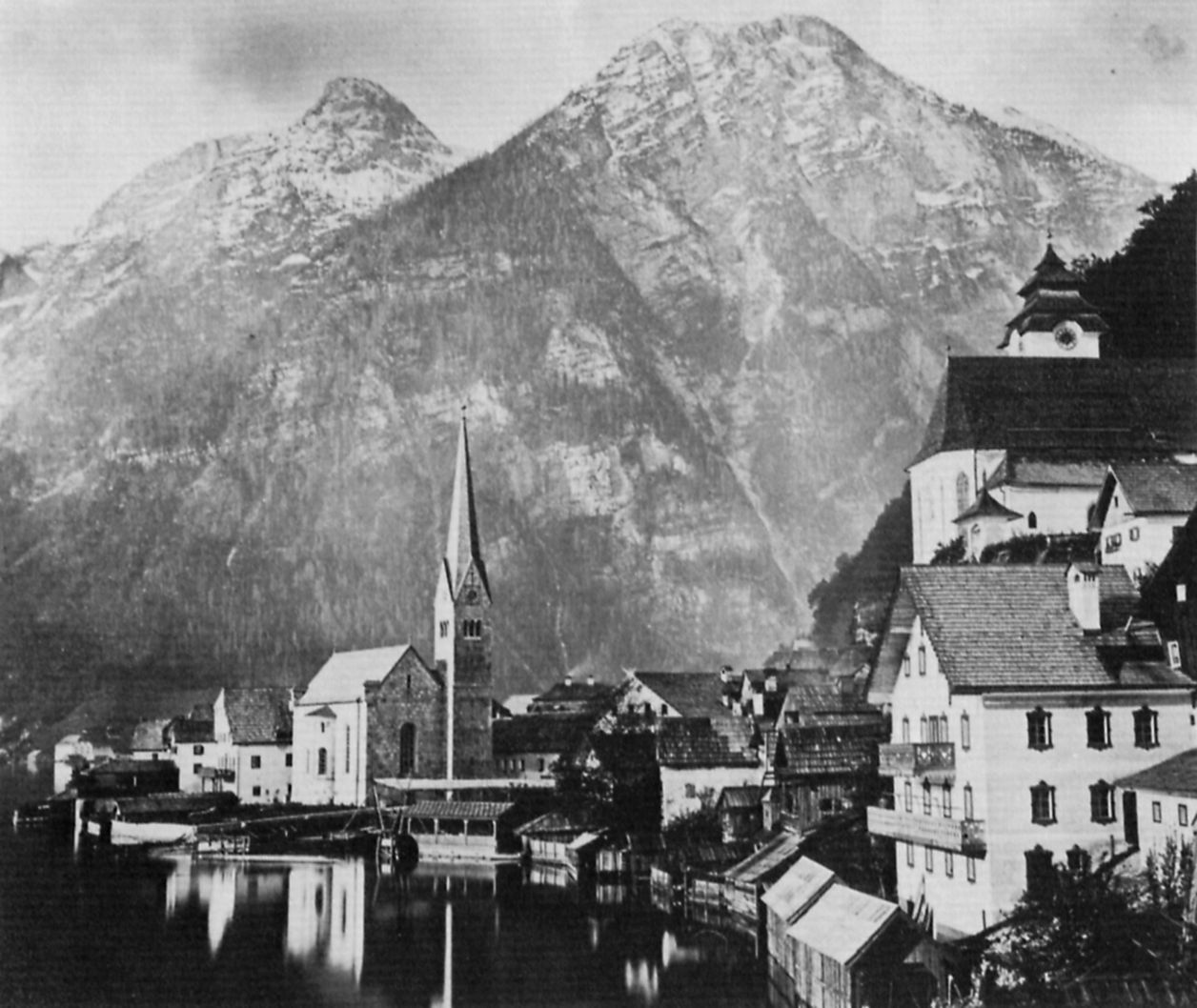
Ansicht der Kirche um 1880

Dass etliche deutsche Fürstenfamilien die evangelischen Gemeinden im Salzkammergut unterstützten, ergab sich unter anderem dadurch, dass das Nahe gelegene Bad Ischl die Sommerresidenz des österreichischen Kaisers und damit Treffpunkt der Hocharistokratie war. So ist etwa die Evangelische Pfarrkirche Bad Ischl mit maßgeblicher Unterstützung des Großherzog von Mecklenburg-Schwerin Friedrich Franz II. entstanden. Kirchengeschichtlich sind die Pfarrgemeinden Hallstatt und Bad Ischl insofern verbunden, als beide durch die evangelische Pfarre Bad Goisern gegründet worden sind.
Während der Bauzeit der Kirche erließ Kaiser Franz Joseph I. das Protestantenpatent von 1861, das eine weitgehende Gleichstellung der Evangelischen mit den Katholiken ermöglichte. Pfarrer Konrad übergab 1879 das Amt an seinen Sohn Friedrich von Sattler, der die Pfarrstelle bis 1925 bekleidete. Während seiner Amtszeit wurde 1906 das zum Pfarrgebiet gehörende Bethaus in Obertraun eingeweiht. Weitere Pfarrer waren Hellmut Bergmann (1935–1955), Hermann Mittermayr (1955–1965), Till Geist (1965–1968), Karl Pilzecker (1969–1979) und Ernst Günther Goetze ab 1980. 1985 fanden die Feierlichkeiten zum 200-jährigen Bestand der Gemeinde (inklusive der Zeit als Filiale von Goisern) statt. Ebenfalls 1985 wurde der Errichtung des ersten Bethauses vor 200 Jahren gedacht. 2013 wurden zwei Jubiläen begangen: 150 Jahre Christuskirche Hallstatt 1863-2013 und 500 Jahre evangelisch in Hallstatt und Obertraun 1563-2013. Seit 1. September 2014 ist Dankfried Kirsch evangelischer Pfarrer von Hallstatt-Obertraun.

## Evangelisches Schul- und Bethaus in Obertraun

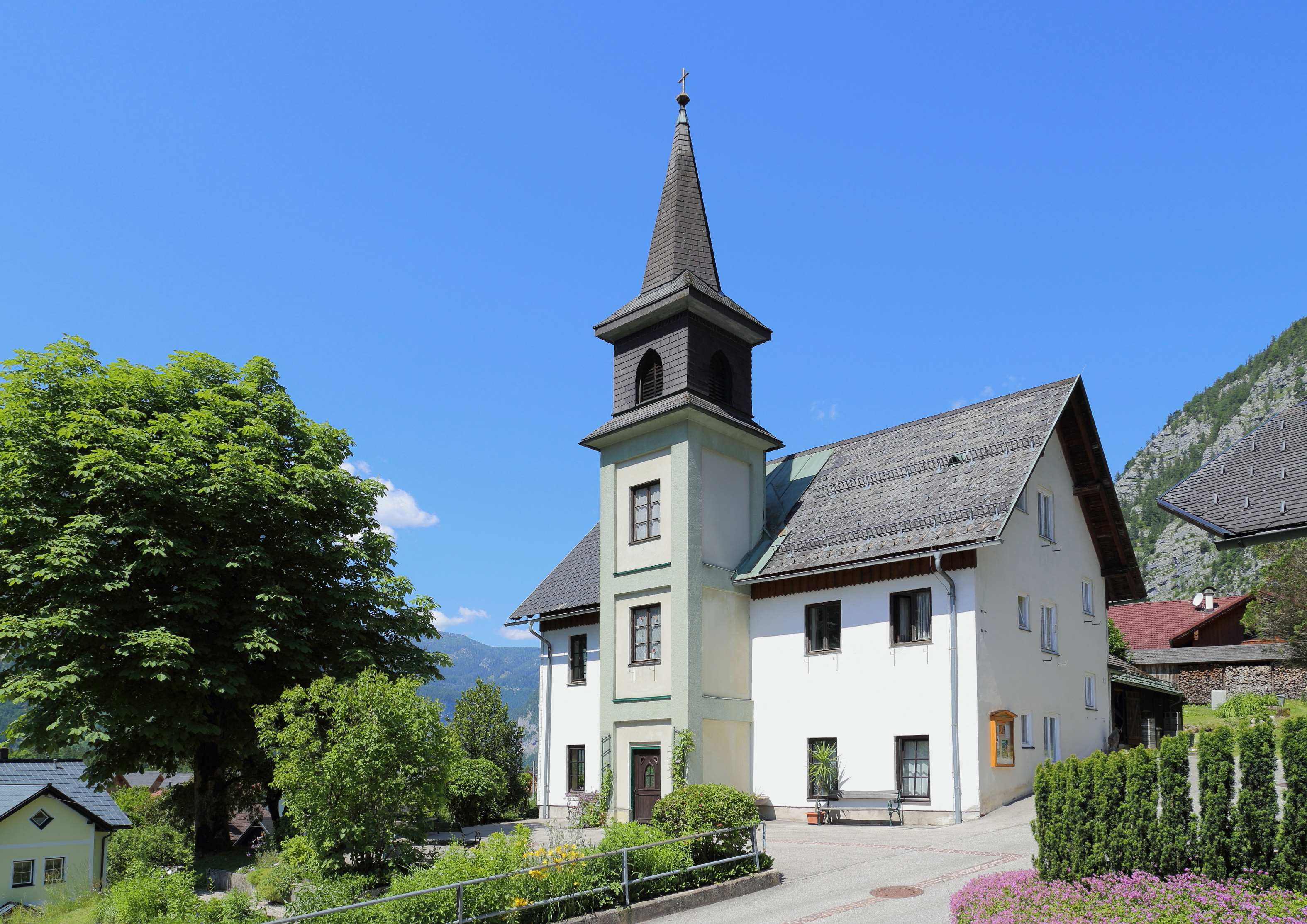
Evangelisches Schul- und Bethaus in Obertraun

Das evangelische Bethaus in Obertraun gehört, wie die Predigtstation am Krippenstein, ebenfalls zum Seelsorgegebiet der evangelischen Pfarrkirche Hallstatt.
Eine evangelische Schule in Obertraun machte die Fürstin von Hohenzollern-Hechingen durch die Stiftung von 4.500 Gulden möglich. Das Gebäude diente seit 1867 als evangelische Volksschule. Im Jahr 1906 wurde das Schulgebäude in ein Bethaus umgebaut. 2014 erfolgte eine Renovierung. Das evangelische Schul- und Bethaus von Obertraun ist denkmalgeschützt (Listeneintrag).
Politisch wurde 1920 ein Ortsteil von Hallstatt abgetrennt und als Obertraun selbständige politische Gemeinde. Die evangelische Pfarrgemeinde umfasst nach wie vor beide Orte. Bei der Volkszählung 1981 waren in Hallstatt 794 Katholiken und 277 Evangelische, in Obertraun 325 Katholiken und 386 Evangelische.